# LIPSTICK (오렌지캬라멜의 음반)
《LIPSTICK》은 대한민국 걸그룹 애프터스쿨의 유닛 그룹인 오렌지캬라멜의 첫 정규앨범이며 타이틀은 LIPSTICK(립스틱)이다, 이 앨범에 참여한 작사가, 작곡가는 김이나와 일본 작곡가 다이시댄스등 유명한 작사, 작곡가들이 참여를 했다.
전에 수록되었던 곡들과 리지의 솔로곡 1곡 포함 5곡의 신곡이 있으며 기존 방콕시티의 노래를 재녹음하여 수록하였다.

## 발자취
1. 9월 4일 정규 앨범 발매 소식과 티져 이미지 발표
2. 9월 12일 음원, 뮤직비디오 발표
3. 9월 13일 엠카운트다운으로 첫 음악방송 출연

## 수록 곡
| #            | 제목                                        | 작사           | 작곡                             | 재생 시간 |
| ------------ | ------------------------------------------- | -------------- | -------------------------------- | --------- |
| 1.           | 〈Bubble Bath〉                             | 김이나         | 이스트포에이                     | 3:41      |
| 2.           | 〈밀크쉐이크〉                              | TEAM M49       | 다이시 댄스, A.I.P, DJ R2,       | 3:35      |
| 3.           | 〈립스틱 (LIPSTICK) 뮤직비디오〉            | 이기, 서용배   | 이기, 서용배                     | 3:21      |
| 4.           | 〈아잉♡〉                                   | 휘성           | 조영수                           | 3:28      |
| 5.           | 〈마법소녀〉                                | 휘성           | 조영수                           | 3:08      |
| 6.           | 〈아직…〉                                   | 레이나         | 장재민, 유현상, 박세현           | 3:28      |
| 7.           | 〈Superwoman〉                              | 유치연         | 유치연                           | 3:20      |
| 8.           | 〈One Love〉                                | 전군, 라도     | 전군, 라도                       | 3:21      |
| 9.           | 〈샹하이 로맨스 (上海之戀)〉                | 김희철         | 조영수                           | 3:46      |
| 10.          | 〈클라라의 꿈 (리지의 솔로곡)〉             | 정윤화         | 박상헌                           | 3:58      |
| 11.          | 〈눈을 감아 (나나의 솔로곡)〉               | 박상헌, 이예라 | 박상헌                           | 4:09      |
| 12.          | 〈사랑을 미룰 순 없나요 (레이나의 솔로곡)〉 | 오성훈         | 박덕상                           | 3:24      |
| 13.          | 〈방콕시티 (2012 New Recording)〉           | 원태연         | 다니엘 바크먼, 예르옌 링구비스트 | 2:49      |
| 총 재생 시간 | 총 재생 시간                                | 총 재생 시간   | 총 재생 시간                     | 45:28     |